# Калинешти (Бучеча)
Калинешти (рум. Călinești) насеље је у Румунији у округу Ботошани у општини Бучеча. Oпштина се налази на надморској висини од 300 m.

## Становништво
Према подацима из 2002. године у насељу је живело 636 становника, од којих су сви румунске националности.